# زونتا الدولية
زونتا الدولية هي منظمة خدمات دولية مهمتها بناء عالم أفضل للنساء والفتيات دعمًا لهدف التنمية المستدامة رقم 5.

## تاريخ
تأسس أول فرع لزونتا في بوفالو، نيويورك، الولايات المتحدة في عام 1919 من قبل مجموعة من سيدات الأعمال بقيادة ماريان دي فورست. تم تنظيمه على غرار نادي الروتاري، حيث تبنى سياسة يتم من خلالها قبول امرأة واحدة من كل تصنيف تجاري في النادي المحلي، ويتعين على جميع الأعضاء تخصيص 60٪ من وقتهم للعمل الذي يصنفون ضمنه. قبول العضوية في زونتا الدولية هو عملية لها لوائح عضوية صارمة وكانت تعتبر امتيازًا، ولكي تصبح المرأة عضوًا في  زونتا الدولية يجب أن تكون ذات مكانة عالية في مجال حياتها المهنية. 
بحلول عام 1923، أنشأت عدة أندية في مدينة نيويورك وواشنطن العاصمة وديترويت وكليفلاند وتوليدو بولاية أوهايو. وكانت الرئيس الوطنية هي الآنسة هارييت أ. أكرويد من يوتيكا، نيويورك. وفي عام 1926، أصبحت الطيار الشهيرة أميليا إيرهارت عضوًا في فرع بوسطن. انتقلت إيرهارت لاحقًا إلى فرع زونتا بمدينة نيويورك. كانت شقيقتها موريل موريسي أيضًا عضوًا في زونتا.
في عام 1930 تأسس اتحاد أندية زونتا وتوسع دوليًا، وتغير الاسم إلى زونتا الدولية مع تأسيس نادي فيينا في عام 1930. حاليًا، يقع المقر الرئيسي لزونتا الدولية ومؤسسة زونتا للنساء في أوك بروك، إلينوي. خدم قادة زونتا الدوليون البارزون في مناصب مهمة في الأمم المتحدة، على سبيل المثال شغلت عضو الأمم المتحدة هيلفي سيبيلا من فنلندا منصب الرئيس الدولي لزونتا قبل خدمتها كمساعد الأمين العام للأمم المتحدة، كما عملت عضو زونتا ليتيسيا راموس شاهاني من الفلبين كمساعد الأمين العام للأمم المتحدة.

تضم المنظمة اليوم أكثر من 29000 عضو من 62 دولة. تتمتع زونتا الدولية بمركز استشاري لدى مجلس أوروبا والأمم المتحدة ومنظمة العمل الدولية والعديد من وكالات الأمم المتحدة.
1. ↑   https://catalogue.amazone.be/index.php/Detail/entities/620. {{استشهاد ويب}}: |url= بحاجة لعنوان (مساعدة) والوسيط |title= غير موجود أو فارغ (من ويكي بيانات) (مساعدة)
2. ↑   https://www.ne.se/uppslagsverk/encyklopedi/l%C3%A5ng/zonta-international. اطلع عليه بتاريخ 2023-09-27. {{استشهاد ويب}}: |url= بحاجة لعنوان (مساعدة) والوسيط |title= غير موجود أو فارغ (من ويكي بيانات) (مساعدة)
3. ↑  Alan Axelrod, International Encyclopedia of Secret Societies and Fraternal Orders, New York: Facts on File, Inc., 1997, p. 271.
4. ↑  Preuss, Arthur, A Dictionary of Secret and other Societies, St. Louis: B. Herder Book Co., 1924; republished Detroit: Gale Reference Company, 1966; pp. 501-2
5. ↑  Nantka, Jessica (2020). Zonta International: Unveiling 100 Years of History & Membership (بالإنجليزية). State University of New York College at Buffalo - Buffalo State College Digital Commons at Buffalo State.
6. ↑  "Zonta International History". www.zonta.org. اطلع عليه بتاريخ 2023-05-26.
7. ↑  U.S. Contribution to the U.N. Decade for Woomen (بالإنجليزية). Washington DC: House of Representatives Committee on Foreign Affairs – Subcommittee on Human RIghts and International Organizations. 1984. p. 225.
8. ↑  "Zonta Foundation for Women | UNICEF". www.unicef.org (بالإنجليزية). Retrieved 2023-05-26.
9. ↑  Alan Axelrod, International Encyclopedia of Secret Societies and Fraternal Orders, New York: Facts on File, Inc., 1997, p. 271.